# Calodexia globosa
Calodexia globosa är en tvåvingeart som först beskrevs av Henry J. Reinhard 1953.  Calodexia globosa ingår i släktet Calodexia och familjen parasitflugor. Inga underarter finns listade.